# Rivière Chouart
La rivière Chouart est un tributaire de la rive ouest de la partie supérieure de la rivière Gatineau. La partie supérieure de la rivière Chouart coule dans la municipalité de Senneterre, dans la municipalité régionale de comté de La Vallée-de-l'Or, dans la région administrative Abitibi-Témiscamingue.
La partie inférieure de la rivière Chouart coule dans le territoire non organisé de Dépôt-Échouani, dans la municipalité régionale de comté (MRC) de La Vallée-de-la-Gatineau, dans la région administrative des Outaouais, au Québec, au Canada.
La foresterie a toujours été l'activité économique dominante de ce secteur. Au XIXe siècle, les activités récréotouristiques ont été mises en valeur. La surface de la rivière est généralement gelée de la mi-novembre à la mi-avril.

## Géographie
Les bassins versants voisins de la rivière Chouart sont :
- côté nord : Lac Chouart, Rivière Mégiscane ;
- côté est : rivière Gatineau ;
- côté sud : lac Savard, ruisseau Lepage ;
- côté ouest : rivière Camachigama, rivière des Outaouais, rivière du Coucou, lac Échouani.

Le lac Chouart (longueur : 2,8 km ; altitude : 428 m) constitue le principal plan d'eau supérieur de la rivière Chouart. Il est situé près de la tête des eaux départageant la partie supérieure de la rivière des Outaouais et de la rivière Gatineau. Ce lac est situé à l'est du lac Macdonald, à l'ouest du lac Vernon et au sud de la voie de chemin de fer du Canadien National.
Le lac Chouart s'approvisionne surtout des décharges du lac Vien (longueur : 1,6 km ; altitude : 443 m) venant du nord et celle d'un lac sans nom (longueur : 0,9 km ; altitude : 441 m) venant du nord-ouest. Le lac Chouart comporte quatre grandes zones à cause des presqu'îles s'avançant de la rive nord-est. Le lac Chouart se déverse au sud-est.
Cours supérieur
À partir du lac Chouart, la rivière Chouart coule sur 0,5 km vers le sud-est jusqu'à la rive nord-ouest du lac Jeem (altitude : 428 m) lequel épouse la forme d'un T ; la rivière Chouart traverse sur 2,6 km vers le sud-est le sommet du T, sur sa pleine longueur.
À partir du lac Jeem, la rivière Chouart coule sur 2,9 km vers le sud jusqu'à la décharge d'un petit lac sans nom. Puis la rivière coule sur 6,6 km vers le sud-ouest jusqu'à la rive nord-est du lac de la Fourche (altitude : 416 m) que le courant traverse sur 3,1 km vers le sud-ouest. Le lac de la Fourche reçoit du côté ouest les eaux de plusieurs lacs dont : Carr, Polloi, Hoi, Jeannette, Maroon et Lamb.
À partir du lac de la Fourche, la rivière Chouart coule sur 3,1 km vers le sud, puis bifurque vers l'est pour couler sur 1,6 km en recueillant les eaux de la décharge (venant du sud) du lac Loisel (altitude : 423 m). La rivière poursuit son cours sur 1,4 km vers le sud-est jusqu'à la décharge des lacs Nope, Béta et Gamma. Puis, le cours de la rivière continue sur 3,6 km vers le sud-est en plusieurs serpentins jusqu'au ruisseau Adair (venant du sud-ouest) lequel draine les eaux des lacs Moulin (altitude : 408 m) et Horner (altitude : 418 m).
Cours inférieur
À partir de cette confluence, la rivière Chouart coule sur 5,5 km vers l'est jusqu'à la décharge d'une série de lacs dont : Jackpo, Paddy, Chatou, Blank, Raff, Wop, Hog et Shoe. Puis, la rivière coule sur 3,0 km vers l'est jusqu'à la décharge d'un lac sans nom (altitude : 408 m). Puis la rivière coule sur 3,0 km vers le sud, en recueillant la décharge (venant du nord-est) du lac Moonah (altitude : 404 m) et la décharge (venant du sud-ouest) d'un lac sans nom (altitude : 407 m), jusqu'au ruisseau Mulroney (venant du sud). Le ruisseau Mulroney draine un ensemble de lacs dont Échouani, Bank, Avis, Sunshine, Juan, Adar, du Métal et Mob.
À partir de l'embouchure du ruisseau Mulroney, la rivière Chouart coule sur 0,8 km vers le nord-est jusqu'à l'embouchure du ruisseau du Bouc, lequel draine les eaux des lacs Leda, Lucy, Racine, Lester, Lewis, Lily et Jack. Puis la rivière coule sur 2,7 km vers le sud-est en recueillant la décharge (venant du sud-ouest) du lac Fillion, jusqu'à la décharge (venant du sud-est) des lacs Meezi et Araca. Finalement, la rivière Chouart coule vers l'est dans un dernier segment de 2,5 km vers l'est, en faisant une courbe orientée vers le nord, jusqu'à son embouchure. Ce dernier segment comporte plusieurs rapides.

## Toponymie
Cet hydronyme évoque l'œuvre de vie de Médard Chouart Des Groseilliers (1618-vers 1696). Il œuvra comme explorateur, commerçant de fourrures, pilote et grand connaisseur de la langue des Sioux. Les rapports de son expédition de traite de 1668-1669 explique l'établissement de la Compagnie de la Baie d'Hudson par les Londoniens.
L'hydronyme Chouart est officialisé en 1918 sous la graphie Chouard. En 1921, l'ouvrage Noms géographiques de la province de Québec signale cet hydronyme comme étant une nouvelle désignation.
Le toponyme rivière Chouart a été officialisé le 5 décembre 1968 à la Banque des noms de lieux de la Commission de toponymie du Québec.